# 跳舞 (作家)
跳舞（1981年8月2日—），本名陳彬，江苏南京人，中国大陆网络作家，起点中文网白金作家。2005年开始在起点中文网创作网络小说，先后出版《惡魔法則》、《獵國》等著作。2011年加入中国作家协会，成为繼唐家三少之後第二位加入中國作家協會的網路作家。
因老婆出軌，引致跳舞曾短暫封筆。最新連載作品《穩住別浪 （页面存档备份，存于）
》於2020年12月25日聖誕節發表。

## 代表作品
有四大西方奇幻小説《變臉武士》、《惡魔法則》、《獵國》和《天驕無雙》以及四大都市小説《慾望空間》、《嬉皮笑臉》、《邪氣凜然》和《天王》。此外還有東方玄幻小説《至尊無賴》，都市異能小説《天啓之門》等作品。

## 外部連結
- 跳舞的新浪微博
- 起点中文网-跳舞 简介
- 跳舞的知乎主页 （页面存档备份，存于）